# Вилянська сільська рада
| Вилянська сільська рада — колишній орган місцевого самоврядування у Томашпільському районі Вінницької області з адміністративним центром у с. Вила. Сільській раді були підпорядковані населені пункти: - с. Вила |

## Склад ради
Рада складалася з 14 депутатів та голови.

## Керівний склад сільської ради
| ПІБ                          | Основні відомості                                                               | Дата обрання | Дата звільнення |
| ---------------------------- | ------------------------------------------------------------------------------- | ------------ | --------------- |
| Платонов Микола Віталійович  | Сільський голова, 1965 року народження, освіта, безпартійний                    | 26.03.2006   | 01.03.2007      |
| Загроцький Віктор Михайлович | Сільський голова, 1985 року народження, освіта, безпартійний                    | 29.07.2007   | 31.10.2010      |
| Платонов Микола Віталійович  | Сільський голова, 1965 року народження, освіта середня спеціальна, безпартійний | 31.10.2010   |                 |

Примітка: таблиця складена за даними джерела